# Бофо, Полидор
Полидор Бофо (фр. Polydore Beaufaux; 30 ноября 1829, Вавр — 7 мая 1905, Кур-Сент-Этьен) — бельгийский художник.

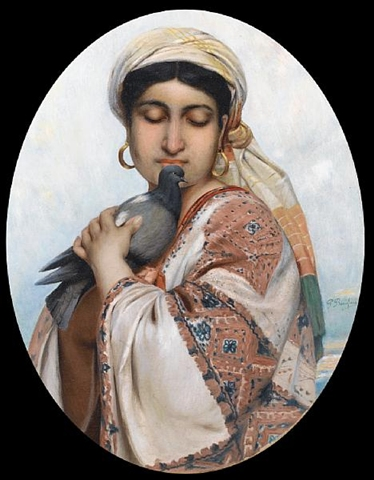
Полидор Бофо. Восточная девушка с голубем

## Жизнь и творчество
С 1844 по 1850 год учился в Королевской академии изящных искусств в Антверпене. Лауреат бельгийской Римской премии (1857). В ходе составлявшего награду пребывания в Италии (1859—1863) написал портрет папы Пия IX. К числу наиболее известных работ Бофо принадлежит «Смерть Святого Стефана» (фр. Mort de saint Etienne), показанная на выставке в Брюсселе в 1863 году.
Преподавал в Антверпенской академии изящных искусств (1864—1883), среди его учеников были Леон Брюнен, Лео ван Акен, Эдуард Потхаст, Герард Портилье.
Регулярно выставлялся в парижском Салоне.
В 1889 году совершил поездку в Англию, а затем покинул Антверпен и поселился в Вавре. 
В Вавре имя художника носит площадь (фр. Place Polydore Beaufaux).